# Frédéric Petit (astrónomo)

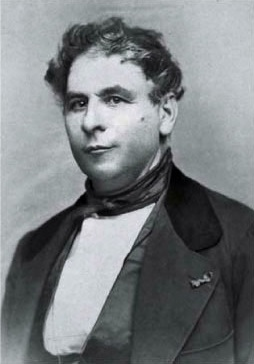
Frédéric Petit

Frédéric Petit (1810-1865) fue un astrónomo francés. Fue el primer director de la Observatorio de Toulouse, situado en Toulouse, Francia, que sirvió desde 1838 hasta 1865. En 1846 anunció que la Tierra tenía una segunda luna. La teoría fue posteriormente rechazada por sus compañeros, aunque el concepto de un segundo satélite más pequeño de la Tierra fue utilizado por Julio Verne en su novela Alrededor de la Luna.